# Свадьба Николая II и Александры Фёдоровны
Свадьба Николая II и Александры Фёдоровны (Гессен-Дармштадтской) состоялась 14 (26) ноября 1894 в Большой церкви Зимнего дворца.

## Помолвка

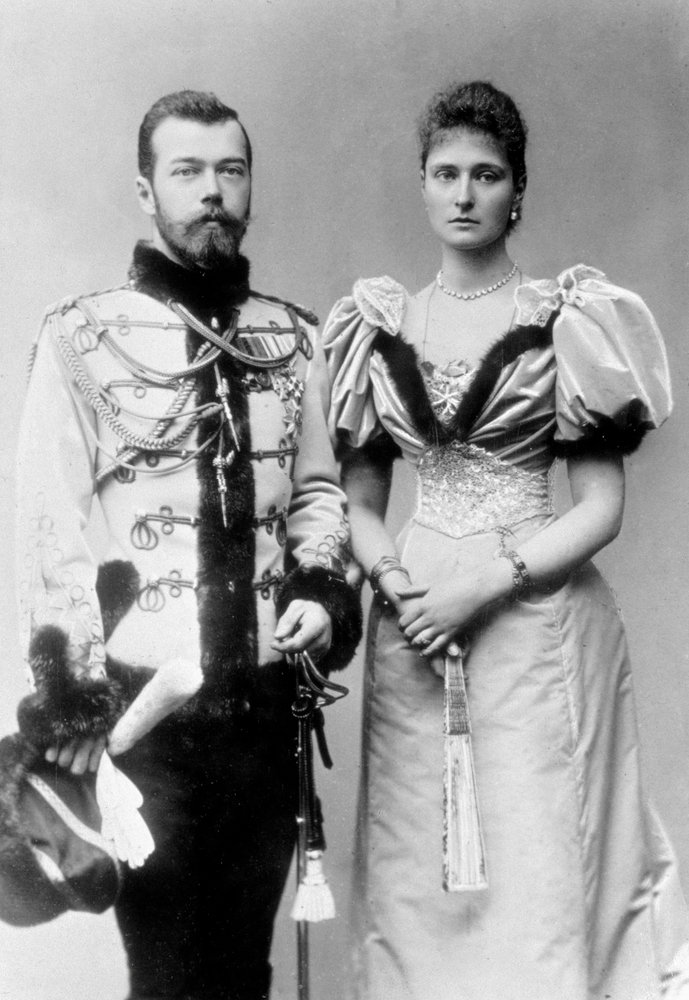
Император Николай II и императрица Александра Федоровна. 1896 г

19 апреля 1894 года цесаревич Николай был на свадьбе Эрнеста Людовика, великого герцога Гессенского, с их общей двоюродной сестрой Викторией Мелитой Саксен-Кобург-Готской. Николай также получил разрешение от своих родителей, царя Александра III и императрицы Марии Фёдоровны, сделать предложение младшей сестре Эрнста, принцессе Аликс Гессенской и Рейнской, одной из любимых внучек королевы Виктории. Император и императрица изначально были против предложения. Однако Николая, который впервые встретил Аликс десятилетием ранее в Санкт-Петербурге, когда сестра Аликс, принцесса Елизавета Гессенская и Рейнская, вышла замуж за дядю Николая великого князя Сергея Александровича, было не разубедить. Кроме того, здоровье царя Александра начало ухудшаться.
Вскоре после прибытия в Кобург Николай сделал Аликс предложение. Однако Аликс, набожная лютеранка, отвергла предложение Николая, так как для того, чтобы выйти замуж за наследника престола, ей нужно было перейти в русское православие. Однако двоюродный брат Аликс, кайзер Вильгельм II, который был на свадьбе вместе с их бабушкой, королевой Викторией, пришёл поговорить с ней, настаивая на том, что ее долгом было выйти замуж за Николая, несмотря на ее религиозные сомнения. Елизавета также говорила с ней, настаивая на том, что различий между лютеранством и православием не так уж и много. По наущению кайзера Николай сделал предложение во второй раз, и она согласилась.
1 ноября 1894 года Александр III умер в Ливадийском дворце в возрасте сорока девяти лет, оставив двадцатишестилетнего Николая царём России. На следующий день Аликс, прибывшая в Ливадию за несколько дней до этого, чтобы получить благословение умирающего царя, была принята в Русскую Православную Церковь как великая княгиня Александра Фёдоровна. Аликс, по-видимому, выразила желание взять имя Екатерина, но решила взять имя Александра по просьбе Николая.
18 ноября, после почти двухнедельной православной литургии и крестного хода из Крыма в Санкт-Петербург через Москву, отец Николая был похоронен в Петропавловской крепости.

## Свадьба

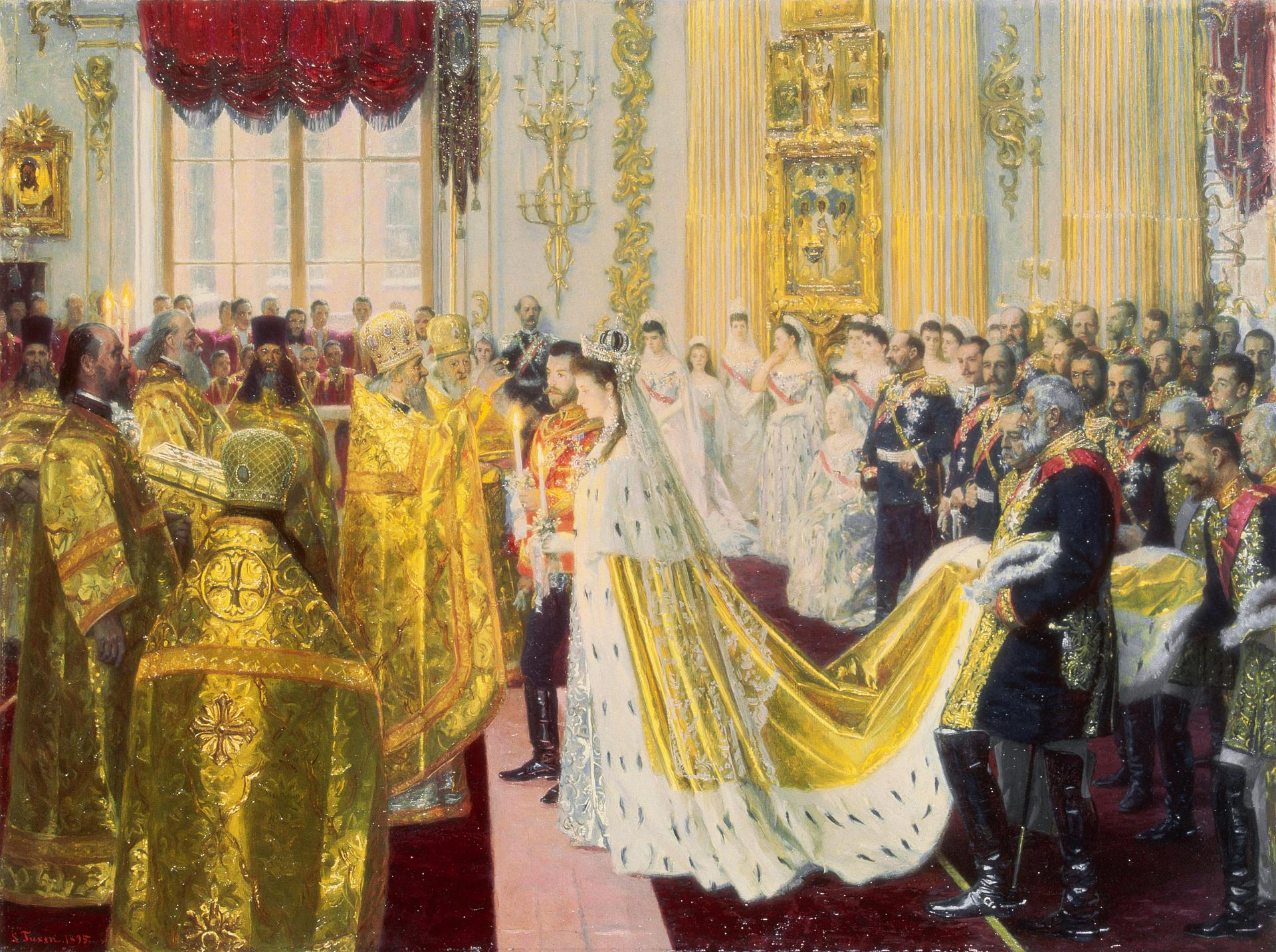
Венчание Николая и Александры (1894).

Планы свадьбы, намеченные на весну 1895 года, разрабатывались с момента помолвки Николая, и обычно они включали неделю публичных торжеств и парадов. Однако смерть Александра III положила конец таким сумасбродным планам. Первоначально Николай выразил желание жениться в Ливадии перед похоронами отца, с чем согласилась мать Николая. Однако его дяди, великие князья Владимир, Алексей, Сергей и Павел утверждали, что, поскольку Николай был царём, свадьба должна быть проведена в Санкт-Петербурге с некоторой пышностью. Поскольку Николай не желал дожидаться окончания официального траура, чтобы жениться, было решено провести свадьбу в день рождения его матери, что позволило бы несколько смягчить придворный траур. Николай также намеревался сохранить свадьбу частным семейным делом, но его дяди убедили своего племянника пригласить дипломатический корпус, чтобы наблюдать за процессией в собор и из собора.
Были разосланы приглашения вместе с дресс-кодом: русские джентльмены должны были носить полную полковую форму, чиновники должны были носить соответствующие мундиры, как это предусмотрено в табели о рангах Петра Великого; Русские дамы должны были явиться в парадных придворных нарядах, иностранки в вечерних платьях, с полными драгоценностями и наградами.
В 11:30 утра, в утро свадьбы, Николай выехал из Аничкова дворца на открытом ландо в Зимний дворец в сопровождении своего шестнадцатилетнего брата, великого князя Михаила. Вскоре после этого мать Николая отправилась в закрытой карете в Сергеевский дворец, петербургскую резиденцию великого князя Сергея и великой княгини Елизаветы, чтобы доставить Александру в Зимний дворец.
В Зимнем дворце Александра была одета в свадебное платье и императорскую мантию. Ее кружевная фата из Хонитона была создана ее дедом по материнской линии принцем Альбертом, и ее надевали на свадьбу ее мать, принцесса Алиса (которая умерла в 1878 году, когда Александре было шесть лет), и ее сёстры. Она также носила традиционную Романовскую Императорскую Свадебную Корону, 475-каратное ожерелье и соответствующие серьги, которые принадлежали Екатерине Великой. По всему телу она носила звезду и пояс ордена Святого Андрея.
В 12:10 начался крестный ход в Великий храм, пушки Петропавловской крепости возвестили о начале церемоний. Мария Фёдоровна возглавила процессию, сопровождая будущую невестку, а Николай шел позади них в своем гусарском мундире, с медалями и оранжевым кушаком ордена Гессен и Бей Рейн.  Наряду с великими князьями и княгинями Романовыми в церковь вошли иностранные королевские родственники во главе с дедом Николая по материнской линии, королём Дании Кристианом IX. Другими родственниками были король Георг I и королева Ольга Греческие (дядя и тётя Николая), а также их сын Георг, принц и принцесса Уэльские (дядя и тётя Николая и Александры), а также их старший выживший сын Георг, герцог Йоркский, герцог и герцогиня Саксен-Кобург-Готские (дядя и тётя Николая и Александры). Брат Александры, Эрнест Луи, приехал из Германии, как и одна из ее сестёр, принцесса Ирена и ее муж принц Генрих Прусские.
Богослужение возглавил протопресвитер Иоанн Янышев, частный императорский духовник и глава дворцового духовенства, вместе с другими священнослужителями. После того, как Николай поднялся на помост, Мария Фёдоровна привела Александру на помост, и священник принёс кольца на подносе. Благословив их, Янышев объявил прихожанам о помолвке Николая с Александрой, а затем вручил им их кольца.  Обменявшись ими трижды, Николай и Александра встали на колени и обменялись официальными свадебными клятвами с шаферами Николая, великими князьями Михаилом, Кириллом Владимировичем, Сергеем Михайловичем и принцем Греции Георгом, держа над головами брачные венцы. После того, как их провели вокруг аналоя, они встали на колени и поцеловали золотой крест, а после последней молитвы Николай и Александра были объявлены мужем и женой, после чего зазвонили церковные колокола по всему Санкт-Петербургу и выстрелили пушки  Петропавловской крепости.
Из-за придворного траура не было ни приёма, ни медового месяца, когда Николай и Александра поселились с его матерью и братом в Аничковом дворце. Однако со временем Николай и Александра переедут в Александровский дворец в Царском Селе.

## Гости

### Семья жениха
- Вдовствующая императрица Мария Фёдоровна, мать Николая II
  - Великая княгиня Ксения Александровна и великий князь Александр Михайлович, сестра и зять (также двоюродный дядя) Николая II
  - Великий князь Михаил Александрович, брат Николая II
  - Великая княгиня Ольга Александровна, сестра Николая II
- Великий князь Владимир Александрович и великая княгиня Мария Павловна, дядя и тётя Николая II по отцовской линии
  - Великий князь Кирилл Владимирович, двоюродный брат Николая II
  - Великий князь Борис Владимирович, двоюродный брат Николая II
  - Великий князь Андрей Владимирович, двоюродный брат Николая II
  - Великая княгиня Елена Владимировна, двоюродная сестра Николая II
- Великий князь Алексей Александрович, дядя Николая II по отцовской линии
- Великий князь Сергей Александрович и великая княгиня Елизавета Фёдоровна, дядя и тётя Николая II по отцовской линии; зять и сестра Александры
- Великий князь Павел Александрович, дядя по отцовской линии Николая II
- Великая княгиня Александра Иосифовна, двоюродная бабушка по отцовской линии от брака с Николаем II
  - Великий князь Константин Константинович и великая княгиня Елизавета Маврикиевна, двоюродный дядя Николая II, и его жена
  - Великий князь Дмитрий Константинович, двоюродный дядя Николая II
  - Герцогиня Вера Вюртембергская, двоюродная тётя Николая II (представляющая короля Вюртембергского))
- Великий князь Михаил Николаевич, двоюродный дедушка Николая II по отцовской линии
  - Великий князь Николай Михайлович, двоюродный дядя Николая II
  - Великий князь Георгий Михайлович, двоюродный дядя Николая II
  - Великий князь Сергей Михайлович, двоюродный дядя Николая II
- Король Дании, дед Николая II по материнской линии
  - Король и королева Греческие, дядя и тётя по материнской линии (также двоюродная тётя) Николая II
    - Принц Георг Греческий и Датский, двоюродный брат Николая II

  - Принц Вальдемар Датский, дядя Николая II по материнской линии

### Семья невесты
- Великий герцог Гессенский и Прирейнский, брат Александры
- Принцесса и принц Прусские,  сестра и зять (также двоюродный брат) Александры (представляющие немецкого императора)
- Принц и принцесса Уэльские, дядя и тётя Александры и Николая (представляющие королеву Великобритании)
  - Герцог Йоркский, общий двоюродный брат Александры и Николая
- Герцог и герцогиня Саксен-Кобург-Готские, дядя и тётя Александры и Николая
  - Наследный принц Румынии, муж общей двоюродной сестры Александры и Николая (представляющий короля Румынии)

### Представители правящих монархий
- Герцог Иоганн Альберт Мекленбург-Шверинский, троюродный брат Николая II (представляющий великого герцога Мекленбург-Шверинского)
- Принц Вильгельм и принцесса Мария Максимилиановна Бадемские, троюродный дядя Николая и Александры, и двоюродная тётя Николая II (представляющие великого герцога Баденского)
- Герцог Лейхтенбергский, двоюродный брат Николая II
- Принц Георгий Максимилианович и принцесса Анастасия Лейхтенбергские,  двоюродный брат Николая II и его жена
- Герцог Александр Петрович и герцогиня Евгения Максимилиановна Ольденбургские, троюродный дядя и двоюродная тётя Николая II (двоюродная сестра великого герцога Ольденбургского)
  - Герцог Пётр Александрович Ольденбургский, троюродный брат Николая II
- Герцог Константин Петрович Ольденбургский, троюродный дядя Николая II
- Герцог Георгий Георгиевич Мекленбург-Стрелицкий, троюродный дядя Николая II (плямянник великого герцога Мекленбург-Стрелицкого)
- Герцог Михаил Георгиевич Мекленбург-Стрелицкий, троюродный брат Николая II
- Принц Альберт и принцесса Елена Саксен-Альтенбургские, четвероюродный дядя Николая и Александры, и троюродная тётя Николая II (представляющие герцога Саксен-Альтенбургского)